# 안성 칠장사 혜소국사비
안성 칠장사 혜소국사비(安城 七長寺 慧炤國師碑)는 대한민국 경기도 안성시 죽산면, 칠장사에 있는 고려시대의 비석이다. 1968년 12월 19일 대한민국의 보물 제488호로 지정되었다.

## 개요
혜소국사의 업적을 기리기 위하여 세운 비이다. 혜소국사는 고려 광종 23년(972)에 안성에서 출생하여, 10세에 출가하였으며 17세에 융천사(融天寺)에서 가르침을 받았다. 국사는 말년을 칠장사에서 보내면서 많은 사람들의 존경을 받았다 한다.
현재 비는 비받침인 귀부(龜趺)와 비몸돌·머릿돌이 각각 따로 놓여 있는 상태이다. 흑대리석으로 만든 비몸돌의 양쪽 옆면에는 상하로 길게 두 마리의 용을 새겨 놓았는데 그 솜씨가 뛰어나다. 비문에는 대사의 생애와 업적을 기리는 내용이 기록되어 있으며, 글씨에서는 고려인다운 뛰어난 풍모가 느껴진다.
문종 14년(1060)에 세워진 이 비에는, 다음과 같은 설화가 전해지고 있다. 임진왜란 당시 왜의 장수인 가토가 이 절에 왔을 때, 어떤 노승이 홀연히 나타나 그의 잘못을 꾸짖자 화가 난 가토가 칼을 빼어 베었다. 노승은 사라지고 비석이 갈라지면서 피를 흘리니 가토는 겁이 나서 도망을 쳤다 한다. 현재 이 비의 몸돌이 가운데가 갈라져 있어 이러한 이야기를 뒷받침해 주고 있다.

## 현지 안내문
혜소국사는 고려 광종 3년(972년)에 출생하여 10세에 입산하였고 17세에 융천사에서 가르침을 받았으며, 고승으로 많은 사람의 추앙을 받았다. 대사는 말년에 칠장사에서 수도하며 이 절을 크게 중창하였고, 83세가 되던 문종 8년(1054년)에 이 절에서 입적하였다. 이 비는 고려 문종 14년(1060년)에 혜소국사의 입적을 기념하기 위하여 세운 것으로서 글은 김현이 짓고 글씨는 민상제가 썼다. 비신의 높이는 241cm, 폭은 128cm이고 비신의 양측에는 쌍룡이 새겨졌는데 그 솜씨가 극히 뛰어나다.

## 같이 보기
- 칠장사